# (21513) Bethcochran
(21513) Bethcochran (1998 KM46) – planetoida z grupy pasa głównego asteroid okrążająca Słońce w ciągu 3,47 lat w średniej odległości 2,29 j.a. Odkryta 22 maja 1998 roku.